# Plagiohammus rubefactus
Plagiohammus rubefactus är en skalbaggsart som först beskrevs av Bates 1870. Plagiohammus rubefactus ingår i släktet Plagiohammus och familjen långhorningar.
Artens utbredningsområde är:
- Costa Rica.
- Nicaragua.
- Panama.

Inga underarter finns listade i Catalogue of Life.